# 日本プロスポーツ専門学校
日本プロスポーツ専門学校（にほんプロスポーツせんもんがっこう）とは、岐阜県瑞浪市にある私立の専修学校。

## 概要
学校法人尚徳館が運営する専修学校であり、スポーツ業界全体の発展に貢献できる人材の育成を目的とする。
日本野球連盟（クラブ登録）に加盟する日本プロスポーツ専門学校硬式野球部の母体である。

## 学科
スポーツ学科：2年
授業（実技）の一環として硬式野球部に所属し、プロ球団や実業団野球を目指し実戦が可能。
専攻科：1年
社会人、大学生を対象とする。スポーツ学科卒業の希望者も3年次から就学可能。

## 沿革
- 1987年（昭和62年） - 女子プロゴルファーを育成する専門学校（女子校）の日本女子ゴルフ専門学校として開校。
- 2009年（平成21年） - スポーツ学科を設置。男女共学となる。
- 2011年（平成23年） - 日本プロスポーツ専門学校に改称する。
- 2017年（平成29年） - 学校法人名をJPS学園から尚徳館に改称。